# 菊地亜美
菊地 亜美（きくち あみ、1990年〈平成2年〉9月5日 - ）は、日本の女性バラエティタレント、モデル、YouTuber。女性アイドルグループ・アイドリング!!!の元メンバー。北海道北見市出身。レプロエンタテインメント所属。

## 略歴
2005年まで
北見市立美山小学校、北見市立東陵中学校卒業。
2006年
7月、「レプロガールズオーディション2006」に応募。
10月、最終審査で落選するも、声を掛けられてレプロエンタテインメントに所属。
2007年
4月、上京し、北海道北見柏陽高等学校から日出高校へ転校。
2008年
4月、アイドリング!!!オーディションを受け合格、16号として加入。
7月、1st DVD『Angel Kiss〜スマイルパラダイス〜』をリリース。
2009年
4月、情報番組『News!371〜アイドル』でレギュラーMCを務める。バラエティ番組『半熟ガール〜そらあみアワー』にレギュラー出演。
9月、2nd DVD『Angel Kiss〜あみみのスマイルパーティー〜』をリリース。
10月、冠ラジオ番組『菊地亜美の1ami9』の放送開始。
12月、3rd DVD『菊地亜美です!!!』をリリース。
2010年
3月、4th DVD『ami4you〜菊池じゃないよ、菊地だよ。』をリリース。
7月、5th DVD『マジカル☆スイッチ』をリリース。
9月 事務所非公認ユニット「LPG」のメンバーとなる。
2011年
10月、情報番組『プレミアの巣窟』にレギュラー出演。
2012年
2月、1st写真集『ami-ing』を刊行。
11月、ファッション誌『Nicky』（2013年1月号より）のメインモデルに就任。故郷・北海道北見市のイベント『きたみ菊まつり』に初出演。
この年は、年間約270本の番組に出演し、ブレイクタレントランキング第5位となった。
2013年
1月、オフィシャルファンクラブ「株式会社キクチ」開設。
6月、バラエティ番組『七人のコント侍』にレギュラー出演。
8月、会員交流イベント「株式会社キクチ 第一回株主総会」を開催。
9月、6thDVD『かのじょ？』をリリース。
10月、書籍『※写真はイメージです』を刊行。
11月、バラエティ特番『しくじり先生 俺みたいになるな!!』に出演し、翌年にレギュラー化。
12月、バラエティ番組『芸人同棲』にレギュラーMCで出演。
2014年
2月、カジュアルブランド・マックハウスのイメージモデルに就任。
3月、舌小帯短縮症を改善させるための手術（滑舌改善手術）を受ける。これにより先天的に滑舌が悪かったのが改善される。
4月、バラエティ番組『キリウリ$アイドル』でレギュラーMCを務める。冠番組『菊地亜美のチャリーズエンジェル』の放送開始。
8月3日、アイドリング!!!として出演した『TOKYO IDOL FESTIVAL 2014』において、グループからの卒業を表明。
10月、故郷・北見市の『きたみ菊まつり』に2年ぶりの出演。同市の観光大使に任命される。
11月、『アイドリング!!!14thライブ』の公演をもってグループを卒業。
12月、ビューティープランニング「Veggie Dell」の2015年イメージモデルに就任。
2015年
1月、アイクオリティ「QUORE」のイメージモデルに就任。
3月、国際水泳大会・辰巳杯2015のシンクロ団体競技に出場。
4月、冠番組『菊地亜美の女子力向上委員会』の放送開始。
5月、冠音楽イベント『1ami9LIVE!』の主催開始。
8月、所属事務所主催の冠企画『菊地亜美 殺人事件』に出演。
10月、名古屋商科大学「三ヶ峯祭」に出演。
2016年
1月、女性下着ブランド・AMO'S STYLEの広告を担当。
5月、「亜細亜大学 県人祭」に出演。
2017年
5月放送の『出川哲朗の充電させてもらえませんか?』「桜満開の秩父から目指せ“日光東照宮”200キロ！」出演のために原付免許を取得。その後、2019年12月14日・21日放送の同番組「紅葉の飛騨街道！名湯尽くし下呂温泉SP」にも出演。
2018年
2月1日、一般人男性と結婚。
2020年
3月、第1子妊娠を報告。
8月24日、第1子女児出産を報告。
2023年
9月、FC東京のイベント「東京ドロンパ BIRTHDAY PARTY」に、1日限りで再結成されたアイド“ロ”ング!!!として出演。
2024年
10月、第2子妊娠を報告。
2025年
3月13日、第2子女児出産を報告。
8月、『TOKYO IDOL FESTIVAL 2025』にてTIF15周年および全員卒業から10年の節目を記念してアイドリング!!!が1日限りの復活をし参加した。

## 人物

### 芸能界入り
子供の頃から芸能界に憧れを抱いていて、将来はテレビに出る職業しか考えていなかった。高校生になると、地元の回転寿司店でアルバイトをしながら、稼いだお金で札幌に通い、芸能事務所などのオーディションを受け続けていたが、全て落選した。最後に受けた「レプロガールズオーディション2006」でも最初は不採用だったが、特例で入所が認められレプロエンタテインメントに所属した。
所属したばかりの頃は全く仕事がなく、毎日事務所に通っては今後について話し合いや、オーディションの情報を調べていた。顔バレしないように都内ではなく横浜でティッシュ配りもしていたことも告白している。菊地は当時、芸能界に入って辛いこともたくさんあったが、自分には芸能界の仕事しか考えられないため、アイドルをやめようと思ったことは1度もなかったという。その後、徐々に仕事が増え、2012年度は約270本の番組に出演するまでになった。2014年10月、故郷のイベント『きたみ菊まつり』に出演した直後のブログによると、その仕事が無かった頃に「TVかCMに、いっぱい出る。絶対あきらめない」と誓いを立てていた事を明かしている。

### プロフィール
特技は、ピアノとバレーボール。ピアノは3歳から習っており、飽きやすい性格の菊地が唯一続けてきた特技でもある。自身の高校の卒業式では「旅立ちの日に」の伴奏を行った。バレーボールは小学生の頃からクラブ活動でやっており、「レプロガールズオーディション2006」の最終審査でも披露した。
目標とする人物は、辻希美、若槻千夏。好きな異性のタイプは、目が細くて、ゴツゴツした顔立ちで、マッチョで、性格が自分より大人っぽい人。
仕事（バラエティー番組）に対するプロ意識が非常に高く、出演する番組では積極的に発言をする。
大の子供好き。
愛称
愛称は森田涼花が命名した「あみみ」で、ファンからもそう呼ばれているが、メンバーからは「あみみ（さん）」のほか「亜美ちゃん」「菊地さん」など様々な名前で呼ばれている。ファンクラブ「株式会社キクチ」開設後は、ファンから「社長」とも呼ばれるようになった。アイドリング!!!関係以外の芸能人からは、基本的には「亜美ちゃん」「菊地(さん)」であるが、今田耕司からは「菊地君」と呼ばれている。また、事務所の後輩アイドルグループ・ベイビーレイズJAPANを結成時から支援しており、「パイセン」の名で慕われている。レプロ公式YouTube動画や、イベントのMC等で共演することがある。
北海道出身
出身地は北海道北見市。同郷のお笑いタレント・吉村崇（平成ノブシコブシ）とは、仕事での共演も多い。2014年10月第62回などの『きたみ菊まつり』に出演し、また、同年には同郷の大先輩・沢田亜矢子らが就任している「きたみ観光大使」に任命された。
家族
家族構成は菊地本人と父、母、姉、弟の5人家族。3人姉弟の次女。父は遠藤舞のファンで弟はAKB48の元メンバーで女優の大島優子のファンだった。姉とは、2009年高校卒業時に事務所の寮を退出してから、しばらく同居していた。
2018年2月1日、一般男性と結婚。

### アイドリング!!!関連
アイドリング!!!では16号。イメージフラワーは「アネモネ」。歴代メンバーの内、大川藍は同じ事務所に所属。グループには約6年半在籍し、シングル18枚、アルバム4枚参加などの実績を残している。レギュラー番組『アイドリング!!!』にも同期間出演した。
2期生
歴代メンバーの内、森田涼花・河村唯・長野せりな・酒井瞳・朝日奈央・三宅ひとみ・ミシェル未来・小林麻衣愛と同期であった。オーディションは当落線上であったが、高校の同級生で1期生の谷澤恵里香と番組担当ディレクターであった森洋介の推しによって最後の一枠を勝ち取った。
キャラクター
2009年秋頃から頭の上に「小さい帽子」を着け、テレビ出演していた。アイドリング!!!加入当初はリボンを着けていたが、他のメンバーとビジュアル的にバッティングする事も多く、差別化のため「小さい帽子」に切り替えた。2013年にはそれを止め、アイドリング!!!の後輩メンバーに着ける権利を譲ったが、全く浸透しなかった。
音楽関連
「シャウト!!!」「キュピ♥」ではセンターポジションを務めた。
自身の卒業公演の際、それまでの境遇を述べている。「やっとシングルのセンターになった時は、本当に嬉しかった」と語り、「今は端っこの子も頑張ってほしいし…みんな思う事もあると思うんですよね、年頃の女の子ですし。だから、そういうのに負けないで頑張ってほしい」と、後輩にエールを送っている。
特技であるピアノ演奏を、アイドリング!!!のライブ公演で披露した事がある。3rd及び4thライブでは「想いの詩」を、6thライブではメンバーバンドとして橘ゆりかと共に「レモンドロップ」のキーボードを担当した。11thライブでも「Don't think. Feel !!!」の冒頭、遠藤舞のソロパートで伴奏を担当した。そして自身の卒業公演では「想いの詩」を約6年振りに伴奏し、卒業に華を添えた。
アイドリング!!!卒業
2014年8月3日、アイドリング!!!として出演したライブイベント『TOKYO IDOL FESTIVAL 2014』のステージで、同年11月に開催の『アイドリング!!!14thライブ』をもってのグループ卒業を表明した。メンバーの河村唯によると、この時この件を知っていたアイドリング!!!関係者は、上層部の3名程だった。この頃の菊地は、グループと個人活動の両立が厳しく、アイドリング!!!のライブやイベント活動などに、あまり出演できない状態が続いていた。そのため菊地の卒業の件を、様々な媒体で各メンバーが語ったその殆どは「今の菊地には常に付きまとっている、あり得る話なので仕方ない」というような冷静な反応だった。公私共に親しいメンバーの三宅ひとみとは卒業について時々話していたらしく、いつ卒業表明されてもいいように「ずっと前から覚悟していた」と吐露している。
卒業ライブ後
2014年11月24日の卒業公演をもって、グループを卒業した。その一週間程前から、卒業に絡んだ企画が集中的に放送され、さらに生放送がある卒業ライブ終日までの、本人に密着した30時間生配信を中心に、複数の媒体にまたがる連動放送も行われた。卒業者個人にスポットを当てた送別企画としては、歴代でも最大級となり、統括プロデューサー神原孝をはじめ運営側の尽力も大きかった。グループ結成当初から支えていたディレクター森洋介は「アイドリング!!!から全国区のタレントを輩出できた事は、僕らの誇りだ」と賛辞を送っている。そして、ライブ当日直後に録画放送されたアイドリング!!!『菊地亜美卒業スペシャル』を最後に、活動の全過程を終えた。グループ卒業に関連した場などでは、今まで意思疎通できていなかったメンバーとも対談などをしていた。

## 作品

### シングル
ベイビーレイズJAPAN
- ベイビーレイズ（2012年9月26日、ポニーキャニオン）[81]
  - 初回限定盤Aカップリング曲「Level 1 〜菊地パイセン Ver.〜」に収録参加
  - 初回限定盤A・B付属DVD特典映像「ベイビーレイズの軌跡 上・下巻」に友情出演

バッキン隊
- お姫様だっこ（2017年11月26日、miuzic Entertainment）[82][注 7]
  - 児嶋一哉（アンジャッシュ）、Momoka（ROSARIO+CROSS）とのユニット
  - 収録曲「お姫様だっこ」（バックキングカム宮殿のテーマ）、「おはようのメロディ 〜家族のうた〜」に歌唱参加

### 映像作品
DVD
| 発売日         | タイトル                                  | 規格品番   | メーカー                   |
| -------------- | ----------------------------------------- | ---------- | -------------------------- |
| 2008年7月20日  | Angel Kiss 〜スマイルパラダイス～         | TRID-58    | イーネット・フロンティア   |
| 2009年9月19日  | Angel Kiss 〜あみみのスマイルパーティー〜 | TRID-108   | トリコ                     |
| 2009年12月18日 | 菊地亜美です!!!                           | TSDV-41261 | 竹書房                     |
| 2010年3月20日  | ami4you 〜菊池じゃないよ、菊地だよ。      | LCDV-40412 | ラインコミュニケーションズ |
| 2010年7月25日  | マジカル☆スイッチ                         | MMP-8      | ドリームエージェンシー     |
| 2013年9月25日  | かのじょ？                                | DME-160    | エアーコントロール         |

BD
- アイドリング!!!14th LIVE 井の中のアイドリング!!!大海でバタアシング!!!菊地亜美アイドル卒業までのカウントダウン（2015年4月15日、ポニーキャニオン）

## 出演

### テレビドラマ
- ホタルノヒカリ2（2010年7月7日、日本テレビ）[83]
- 新・警視庁捜査一課9係 第6シリーズ 第9話（2011年8月31日、テレビ朝日） - 星川彩 役[84]
- 好好!キョンシーガール〜東京電視台戦記〜 第6話（2012年11月16日、テレビ東京）[85]
- 容疑者は8人の人気芸人（2015年4月18日、フジテレビ） - 本人 役[要出典]
- レンタル救世主 第7話（2016年11月20日、日本テレビ） - 星子 役[86]
- がんばれ!TEAM NACS episode5（2021年7月18日、WOWOW） - 本人 役[87]
- ブラックガールズトーク 第5話 - 最終話（2024年3月4日 - 25日、テレビ東京） - 四谷乃愛 役

### テレビアニメ
- もやしもん リターンズ（2012年7月5日 - 9月15日、フジテレビ） - 田中恭子 役[88]

### その他のテレビ番組
冠番組
- 菊地亜美のチャリーズエンジェル（2014年4月 - 2015年3月、TOKYO MX）
- さよなら菊地亜美! アイドル卒業までのカウントダウン!! 30時間密着ドキュメント!!!（2014年11月23日、フジテレビ・BSフジ）
- アイドリング!!! 14thライブ『井の中のアイドリング!!! 大海でバタアシング!!! 〜菊地亜美アイドル卒業までのカウントダウン〜』（2014年11月24日、フジテレビNEXT）
- 菊地亜美の女子力向上委員会（2015年4月11日 - 2018年3月、TOKYO MX）

レギュラー
- アイドリング!!!（2008年4月 - 2014年11月、フジテレビワンツーネクスト） - アイドリング!!!16号
- アイドリング!!!日記 → アイドリング!!! (地上波版)（2008年4月 - 2014年11月、フジテレビ・フジテレビONE）
- News!371〜アイドル（2009年4月 - 2010年3月、エンタ!371） - MC
- 半熟ガール〜そらあみアワー（2009年4月 - 2010年3月、エンタ!371）
- 勝利の女神5（2010年1月 - 3月、チバテレビ・エンタ!371）
- プレミアの巣窟（2011年10月 - 2013年3月、フジテレビ）
- 七人のコント侍（NHK BSプレミアム）
  - 第2期（2013年6月 - 8月）
  - 第7期（2014年8月 - 11月）

- 私生活むきだしバラエティ「キリウリ$アイドル」（2014年4月2日 - 9月24日、TOKYO MX） - メインMC
- しくじり先生 俺みたいになるな!!（2014年10月 - 2017年9月、テレビ朝日） - 準レギュラー
  - パイロット版（2013年11月・2014年3月）

- おーい!ひろいき村（2014年12月 - 2016年2月、フジテレビ） - 企画レギュラー
- バックキングカム宮殿（2016年10月 - 12月、2017年4月 - 2018年3月、静岡第一テレビ） - MC

- 潜在能力テスト（フジテレビ） - 準レギュラー
- 東大王（TBS） - 準レギュラー
- そんなコト考えた事なかったクイズ!トリニクって何の肉!?（朝日放送テレビ） - 準レギュラー
- チャント!（CBCテレビ） - リポーター

### 映画
- 魚介類 山岡マイコ（2010年10月22日、ユナイテッド・エンタテイメント）[102]
- サクらんぼの恋（2018年）- 高橋花音 役
- 犬も食わねどチャーリーは笑う（2022年）[103]

### ラジオ
- 菊地亜美の1ami9（2009年10月4日 - 2018年3月31日、ラジオ日本）[13]
- アイドリング!!! 菊地亜美と大川藍のオールナイトニッポンモバイル（2010年4月14日 - 2017年3月、ニッポン放送）[104]
- 渋谷DEどーも『欽ちゃんの3世代ラジオ』（2014年5月6日・9月23日、2015年5月4日・9月22日、2016年5月5日 - 2017年5月、NHKラジオ第1）[105]
- 名越スタジオ presents Future Lounge（2022年3月3日 - 、TOKYO FM）

### CM
- 江崎グリコ「ジャイアントカプリコ・いちご」（2013年）
- au「おとくちゃんシリーズ」（2015年7月）[106]
- Wunderbar「HOKKAIDO SKETTT. PROJECT」（2024年10月7日 - ）[107]

### 広告・イメージモデル
- マックハウス（2014年2月 - 、マックハウス）[29]
- Veggie Dell 2015年 イメージモデル（2014年12月 - 、ビューティープランニング）[35]
- QUORE イメージモデル（2015年1月 - 、アイクオリティ）[36]
- AMO'S STYLE『輝裸女会』（2016年1月 - 、トリンプ・インターナショナル）[108]

### ネット配信
- 告っちゃ!（2009年4月24日、GyaOジョッキー）[要出典]
- ラジオ日本1ami9ライブイベント（2010年5月12日・9月6日 - 2014年11月11日、マシェリバラエティ）[要出典]
- 菊地亜美の1ami9 LIVE
  - （2010年6月5日 - 2014年10月、Ustream）[要出典]
  - （2015年2月7日 - 5月、YouTube）[要出典]
  - （2015年6月 - 2017年3月、SHOWROOM）
- あらびき団 presents あら-1グランプリ2013 （2013年8月31日、YNN、ニコニコ生放送）[109]
- 芸人同棲（2013年12月31日 - 2017年3月28日、テレ朝動画）[110]
- さよなら菊地亜美!アイドル卒業までのカウントダウン!! 30時間密着ドキュメント!!!
  - （2014年11月23日 - 24日、ゼロテレビ）[要出典]
  - （2014年11月23日、ニコニコ生放送 / SHOWROOM）[要出典]
- 菊地亜美のモテたいオンナ（2016年8月1日 - 12月26日、AbemaTV）
- ぶらり路上プロレス（2017年1月 - 5月26日、#05 - 06、09 - 10、12、19 - 20、Amazonプライム・ビデオ） - 旅人[111]
- パラビき!パラビき!あらびき団 〜四天王編〜 （2018年4月13日 - 27日、Paravi）[112]
- 私のAIする王子様（2018年5月 - 6月、GyaO）
  - 私のAIする王子様　シーズン2（2018年11月 - 2019年2月15日、GyaO）
- アベマ大縁日〜人気番組勢ぞろい！神宮花火大会生中継で豪華プレゼント大放出SP〜（2018年8月11日、AbemaTV） - AMC[113]
- 堀内健のテレビを観るTV（2018年10月7日、AbemaTV）
- しくじり先生 俺みたいになるな!! #5（2019年4月30日、AbemaTV） - ゲスト生徒
- モクベン プレミアムサーズデー（2019年11月28日[114]、Youtube） - 和ダイニング編み菊の店員・森山という設定でサプライズ出演
- ドキュメンタル番外編 女子メンタルfromまっちゃんねる（2021年、Amazonプライム・ビデオ）- シーズン2出演

### ミュージック・ビデオ
- ゴールデンボンバー「死 ん だ 妻 に 似 て い る」（2015年5月13日、Zany Zap）[115]

### ライブ
- 井の中のアイドリング!!! 大海でバタアシング!!! 〜菊地亜美アイドル卒業までのカウントダウン〜（2014年11月24日、NHKホール）[116]
- 1ami9LIVE!（2015年5月24日、9月13日、12月27日、TOKYO FM HALL） - ♯001 - ♯003[要出典]

### イベント
- 「Angel Kiss〜スマイルパラダイス〜」発売記念イベント
  - （2008年7月26日、ソフマップアミューズメント館8Fイベントスペース）[117]
  - （2008年7月27日、ishimaru soft本店 8Fホール）[11]
- GIRLS×BEAT×SUMMER2009（2009年8月1日、シアターサンモール） - MC[118]
- 「Angel Kiss 〜あみみのスマイルパーティー〜」発売記念イベント
  - （2009年9月27日、ソフマップアミューズメント館8Fイベントスペース）[119]
  - （2009年10月18日、ishimaru soft本店 8Fホール） - ゲスト：大川藍[要出典]
- 「菊地亜美です!!!」発売記念イベント（2010年1月9日、ishimaru soft本店 8Fホール・ソフマップアミューズメント館8Fイベントスペース）[120]
- 「あみみらくる!!!」発売記念イベント（2010年1月30日、福家書店新宿サブナード店・ishimaru soft本店 8Fホール）[121]
- 「ami4you 〜菊池じゃないよ、菊地だよ。」発売記念イベント（2010年3月20日、ソフマップアミューズメント館8Fイベントスペース、ishimaru soft本店 8Fホール）[122]
- PigooHD開局直前記念「うきうき×そらあみコラボ祭り」（2010年5月30日、Live Restaurant Daito）[123]
- 「マジカル☆スイッチ」発売記念イベント
  - （2010年8月14日、ソフマップなんば店ザウルス1・ソフマップ名古屋駅ナカ店）[124]
  - （2010年8月15日、ソフマップアミューズメント館8Fイベントスペース） - ゲスト：佐武宇綺・内田理央・水上桃華・八木静里菜[16]
- 「B.L.TRAVEL」長野県白樺湖（2010年9月11日 - 12日、東京ニュース通信社・トップツアー）[要出典]
- 「ami-ing」発売記念イベント
  - （2012年2月11日、福家書店新宿サブナード店）[125]
  - （2012年2月26日、文教堂書店渋谷店）[126]
- 「京急百貨店開店16周年記念 大北海道展」北見市観光PRイベントトークショー（2012年9月29日、ウィング上大岡 2階ガーデンコート）[127]
- 原宿スピンズコレクション（2012年10月8日、原宿アストロホール） - MC[128]
- きたみ菊まつり
  - 第60回 / アイドリング!!! 16号 菊地亜美トークショー（2012年11月3日、北海道北見駅南多目的広場）[129]
  - 第62回 / 菊地亜美トークショー（2014年10月18日、北海道北見市泉町）[33]
- 株式会社キクチ 株主総会
  - 第一回（2013年8月3日、YMCAホテル）[130]
  - 第二回（2014年1月11日、時事通信ホール）[130]
  - 第三回（2014年8月10日、ベルサール西新宿）[25]
  - 第四回（2015年4月4日、笹川記念会館レストラン菊）[131]
- DVD『かのじょ？』発売記念イベント（2013年10月6日、ソフマップアミューズメント館8F）[132]
- 『※写真はイメージです』発売記念イベント
  - （2013年11月2日、福家書店新宿サブナード店）[24]
  - （11月3日、近鉄百貨店桃山店momo）[133]
- 「東京ピグ時空駅」駅長就任イベント（2014年3月26日、神宮前 アメーバスタジオ）[134]
- トレカ発売記念 握手会イベント（2014年8月24日、秋葉原・書泉ブックタワー9F / 名古屋 ミントポニーランド）[135]
- Live Idol Tokyo 2015
  - 記者発表会（2015年1月29日、都内）[136]
  - 最終結果発表会&ライブ（2015年3月28日、恵比寿 LIQUIDROOM）[136]
- ルックJTBでハワイへGO! GO! 家族の夏旅 トークショー
  - （2015年5月10日、イオン船橋店）[137]
  - （2015年5月23日、流山おおたかの森 S・C）[137]
- 沖縄めんそーれフェスタ2015 前夜祭（2015年5月28日、池袋 サンシャインシティ）[138]
- 横澤夏子の売れ活パーティー（2015年6月6日、ヨシモト∞ホール）[139]
- 我が家トークライブ「HOME GROUND vol.21」（2015年6月12日、表参道GROUND）[140]
- スプライト×スライド・ザ・シティ・ジャパン 超爽快体験イベント（2015年7月20日、お台場・シンボルプロムナード公園）[141]
- TOKYO IDOL FESTIVAL 2015（2015年8月1・2日、お台場・青海特設会場） - アシスタントMC[142]
- HAPPY BRIDAL FESTA 2015 千葉（2015年8月9日、イオンモール幕張新都心）[143]
- ひろしまライフスタイル博 2015（2015年8月29日、広島グリーンアリーナ）[144]
- レプロエンタテインメント LPG「菊地亜美殺人事件」&アフタートーク（2015年8月30日、東京都立産業貿易センター）[145]
- 2015年度 学園祭関連
  - 「三ヶ峯祭」後夜祭（2015年10月25日、名古屋商科大学）[43]
  - AGESTOCK2015 in「青山祭」（2015年11月1日、青山学院大学）[146]
  - 北見市立高栄中学校（2015年11月21日、北海道・北見市）[147]
  - 第65回「調布祭」（2015年11月22日、電気通信大学）[148]
  - 第3回「葛飾地区理大祭」（2015年11月22日、東京理科大学）[149]
- トレンディエンジェル・ライブ『ツルツル超会議4』（2016年1月10日、ルミネtheよしもと）[150]
- いっちゃんムチュー春まつり 2016（2016年4月3日、米子コンベンションセンター）[151]
- 亜細亜大学 県人祭（2016年5月10日、亜細亜大学）[45]
- 東京ドロンパ BIRTHDAY PARTY supported by めちゃコミック（2023年9月23日、味の素スタジアム周辺） - アイド“ロ”ング!!!名義[49]

## 書籍

### 著書
- ※写真はイメージです（2013年10月30日、主婦の友社）[152]

### 雑誌連載
- ヤングガンガン（2007年11月 - 2008年1月、スクウェア・エニックス） - 「YGグラビア登NEW門」[要出典]
- Nicky（2012年11月17日 - 2013年4月号、セブン&アイ出版） - メインモデル[153]
- Ray（2014年9月 - 11月、主婦の友社） - 企画レギュラー[154]

### 写真集
- ami-ing（2012年2月9日、東京ニュース通信社）[155]

### ムック本
- 女の子を撮ろう! よくわかるポートレートレッスン（2010年5月19日、玄光社）[156]

### トレーディングカード
- あみみらくる!!!（2010年1月23日、さくら堂）[121]
- 菊地亜美〜株式会社キクチ〜（2014年8月22日、ヒッツ）[157]